# Platychelus intermedius
Platychelus intermedius är en skalbaggsart som beskrevs av Blanchard 1850. Platychelus intermedius ingår i släktet Platychelus och familjen Melolonthidae. Inga underarter finns listade i Catalogue of Life.